# Sarāi Ākil
Sarāi Ākil är en ort i Indien.   Den ligger i distriktet Kaushambi District och delstaten Uttar Pradesh, i den centrala delen av landet, 600 km sydost om huvudstaden New Delhi. Sarāi Ākil ligger 107 meter över havet och antalet invånare är 17 443.
Terrängen runt Sarāi Ākil är mycket platt. Runt Sarāi Ākil är det tätbefolkat, med 947 invånare per kvadratkilometer. Sarāi Ākil är det största samhället i trakten. Trakten runt Sarāi Ākil består till största delen av jordbruksmark.